# Greasy Love Songs
A Greasy Love Songs Frank Zappa 2010 áprilisában megjelent posztumusz albuma. A lemez az 1968-as Cruising with Ruben & the Jets eredeti bakelitváltozatának újrakiadása, néhány plusz dallal kiegészítve.

## A lemez számai
1. Cheap Thrills (2:22)
2. Love Of My Life (3:09)
3. How Could I Be Such A Fool (3:34)
4. Deseri (2:06)
5. I'm Not Satisfied (4:03)
6. Jelly Roll Gum Drop (2:20)
7. Anything (3:04)
8. Later That Night (3:05)
9. You Didn't Try To Call Me (3:56)
10. Fountain Of Love (3:01)
11. No. No. No. (2:29)
12. Anyway The Wind Blows (2:57)
13. Stuff Up The Cracks (4:34)
Bónuszdalok
14. Jelly Roll Gum Drop (Alternate mix) (2:17)
15. No. No. No. (Alternate mix) (3:06)
16. Stuff Up The Cracks (Alternate mix) (6:05)
17. Serious Fan Mail (dialogue) (5:10)
18. Valerie (Alternate early version) (3:03)
19. Jelly Roll Gum Drop (Single mix) (2:24)
20. Secret Greasing (Dialogue) (3:36)
21. Love Of My Life (Cucamonga version) (2:05)

## Zenészek
- Ray Collins – ének
- Frank Zappa – gitár, vokál
- Roy Estrada – basszus, vokál
- Jimmy Carl Black – dobok
- Arthur Dyer Tripp III – dobok
- Ian Underwood – billentyűs hangszerek, tenor- és altszaxofon
- Don Preston – billentyűs hangszerek
- Motorhead Sherwood – baritonszaxofon, tamburin
- Bunk Gardner – tenor- és altszaxofon

## Külső hivatkozások
- A lemez a hivatalos Zappa-honlapon; Archiválva 2010. április 6-i dátummal a Wayback Machine-ben
- Cikk a Kill Ugly Radio rajongói oldalon;